# Artimpaza sobrina
Artimpaza sobrina är en skalbaggsart som beskrevs av Holzschuh 2006. Artimpaza sobrina ingår i släktet Artimpaza och familjen långhorningar. Inga underarter finns listade.